# بوکه (کمون)
بوکه (به فرانسوی: Beaucé) یک کمون (فرانسه) در فرانسه است که در ایل-ا-ویلن واقع شده‌است. بوکه ۸٫۱۷ کیلومتر مربع مساحت دارد ۹۴ متر بالاتر از سطح دریا واقع شده‌است.